# Taro Tsujimoto

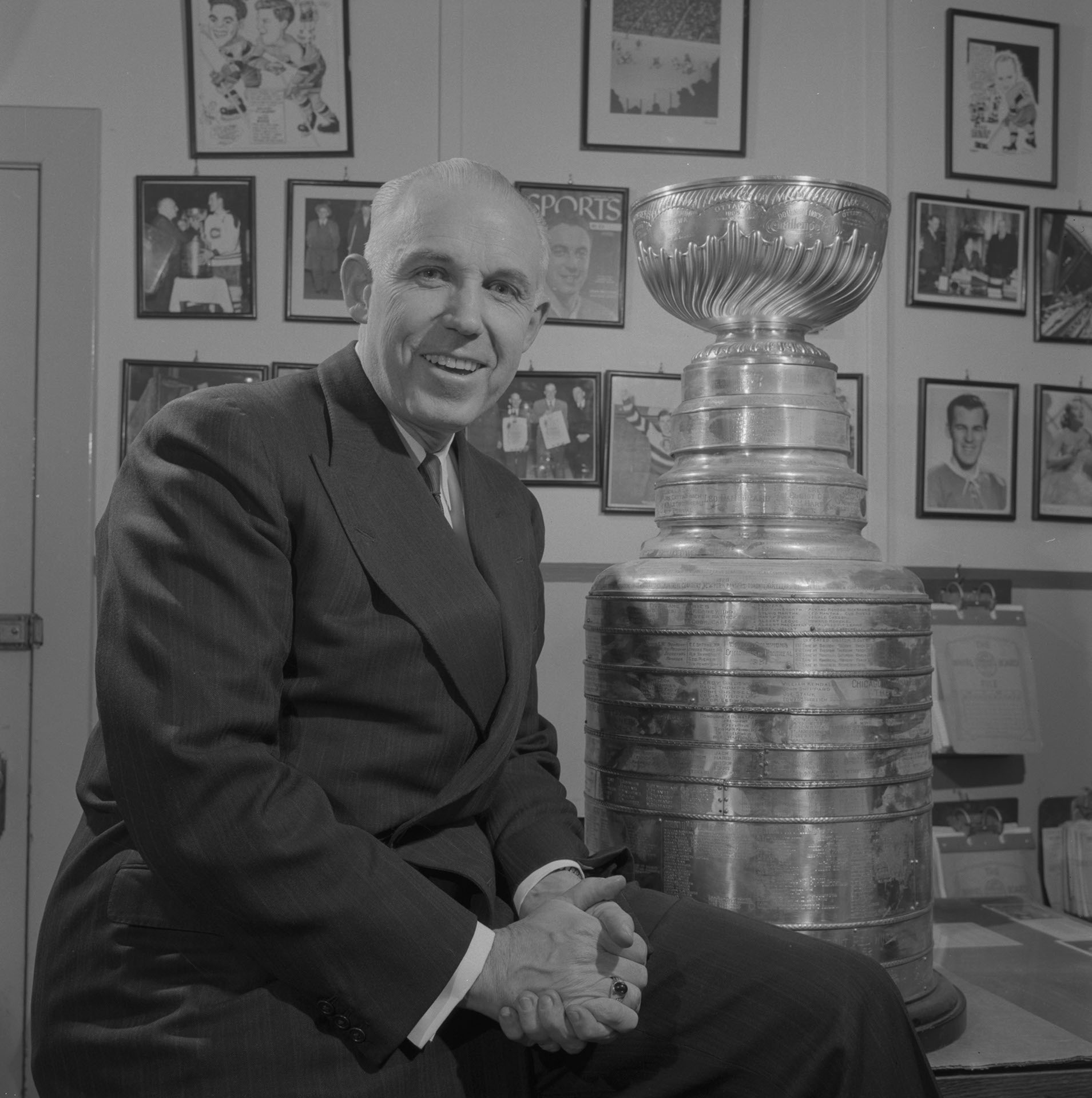
Clarence Campbell, président de la Ligue nationale de hockey en 1974, valide le canular de Punch Imlach.

Taro Tsujimoto est un joueur de hockey sur glace imaginaire officiellement sélectionné par la franchise des Sabres de Buffalo lors du 11e tour du repêchage amateur de la LNH de 1974.

## Contexte

### Repêchage d'entrée dans la LNH
Le repêchage d'entrée dans la LNH est organisé chaque année et permet à des joueurs de hockey sur glace de ligues amateurs junior ou universitaire ou à des joueurs professionnels européens, de faire leur entrée dans les franchises de hockey sur glace professionnelles nord-américaines. Les repêchages d'entrée se déroulent généralement deux ou trois mois après la fin de la saison régulière.
L'ordre de sélection des joueurs par les franchises est établi selon une combinaison de tirage au sort et de résultats au cours de la saison régulière ; sont pris en compte notamment le nombre de points accumulés durant la saison, une éventuelle sélection pour les séries éliminatoires, la participation aux finales de conférence ou à la finale de la coupe Stanley. Ces règles maintiennent une certaine équité entre les franchises.

### 1974: premier repêchage d'entrée dans la LNH par téléphone
1974 est la première année où les repêchages se font par téléphone, via appel conférence, depuis les bureaux de la Ligue nationale de hockey (LNH) à Montréal.
Cette décision est prise dans un contexte de concurrence importante entre la LNH et la ligue rivale, l'Association mondiale de hockey, qui se disputent alors les meilleurs joueurs junior. Elle vise à tenir secret les différents choix de noms de joueurs repêchés.
Le directeur-général des Sabres de Buffalo de l'époque, Punch Imlach, exaspéré par la lenteur du processus de repêchage par téléphone, décide de faire une blague au nez et à la barbe de la LNH, et de son président historique Clarence Campbell. Il invente un joueur japonais de hockey. Quand vient le 11e tour, Imlach sélectionne pour son 183e choix le centre Taro Tsujimoto de la franchise des Katanas de Tokyo, cette dernière n'ayant aucune existence dans la Ligue japonaise de hockey sur glace. La Ligue nationale de hockey officialise sans difficulté le choix, qui est ensuite publié dans les médias, dont le magazine américain de référence en matière de hockey, The Hockey News.
Ce n'est qu'à l'issue du début des entraînements de saison que Punch Imlach révèle la supercherie. La LNH ayant publié officiellement dans ses divers supports la liste de repêchés, il est inutile de déclarer le choix de repêchage invalide.

## Postérité
Le joueur Taro est vite devenu un sujet de plaisanterie pour les supporteurs des Sabres de Buffalo. Pendant des années, « We Want Taro » devient un slogan récurrent des supporteurs. Des chandails (ou maillots de hockey sur glace) portant le nom de Taro Tsujimoto font leur apparition dans le Buffalo Memorial Auditorium, tout comme des banderoles humoristiques commençant par la phrase « Taro Says ... ».

## Sources
- (en) Cet article est partiellement ou en totalité issu de l’article de Wikipédia en anglais intitulé « Taro Tsujimoto » (voir la liste des auteurs).